# Bencini (azienda)

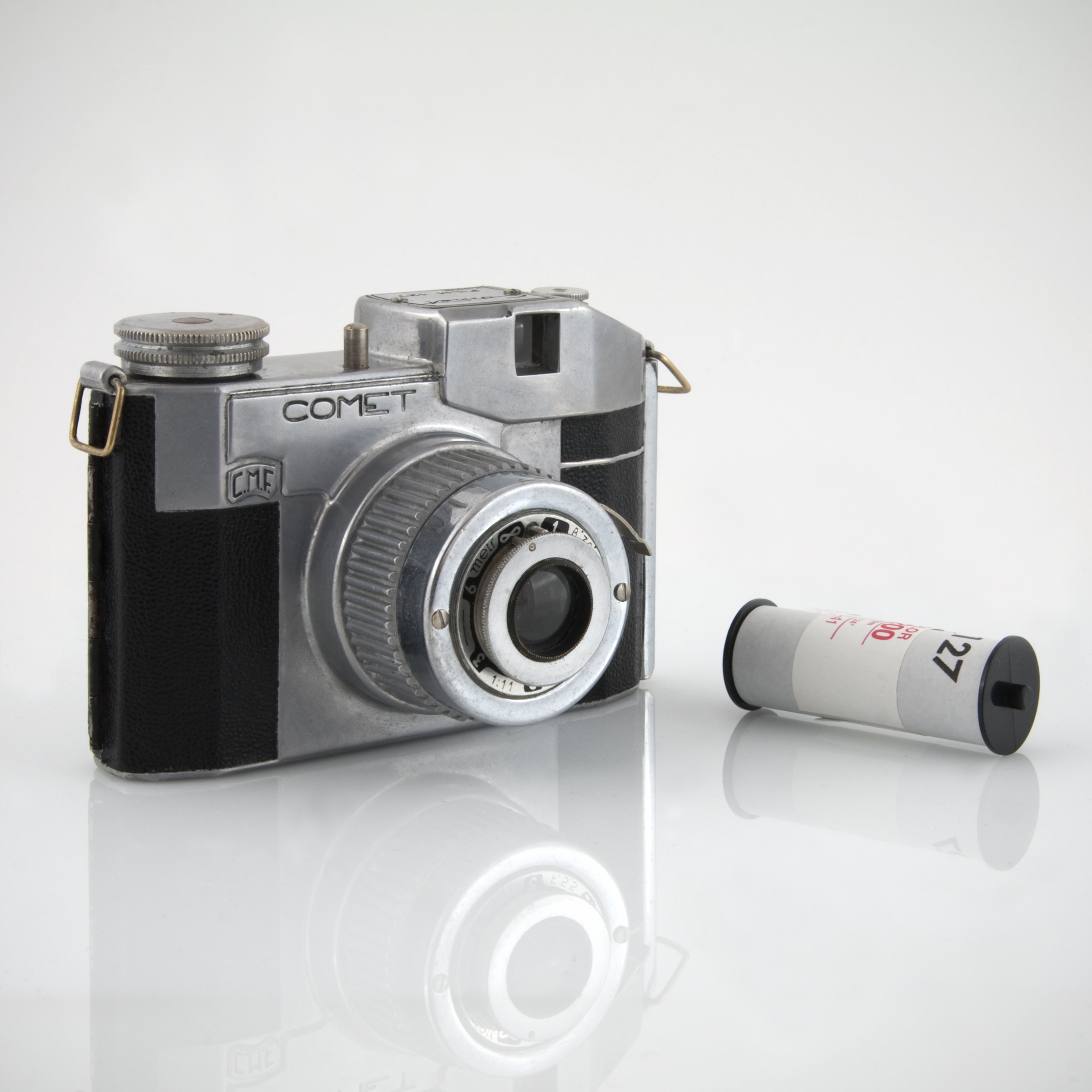
Fotocamera Bencini Comet (1948)

Bencini è stata un'azienda italiana produttrice di fotocamere e, dagli anni sessanta, anche cineprese e proiettori per il passo ridotto.

## Storia

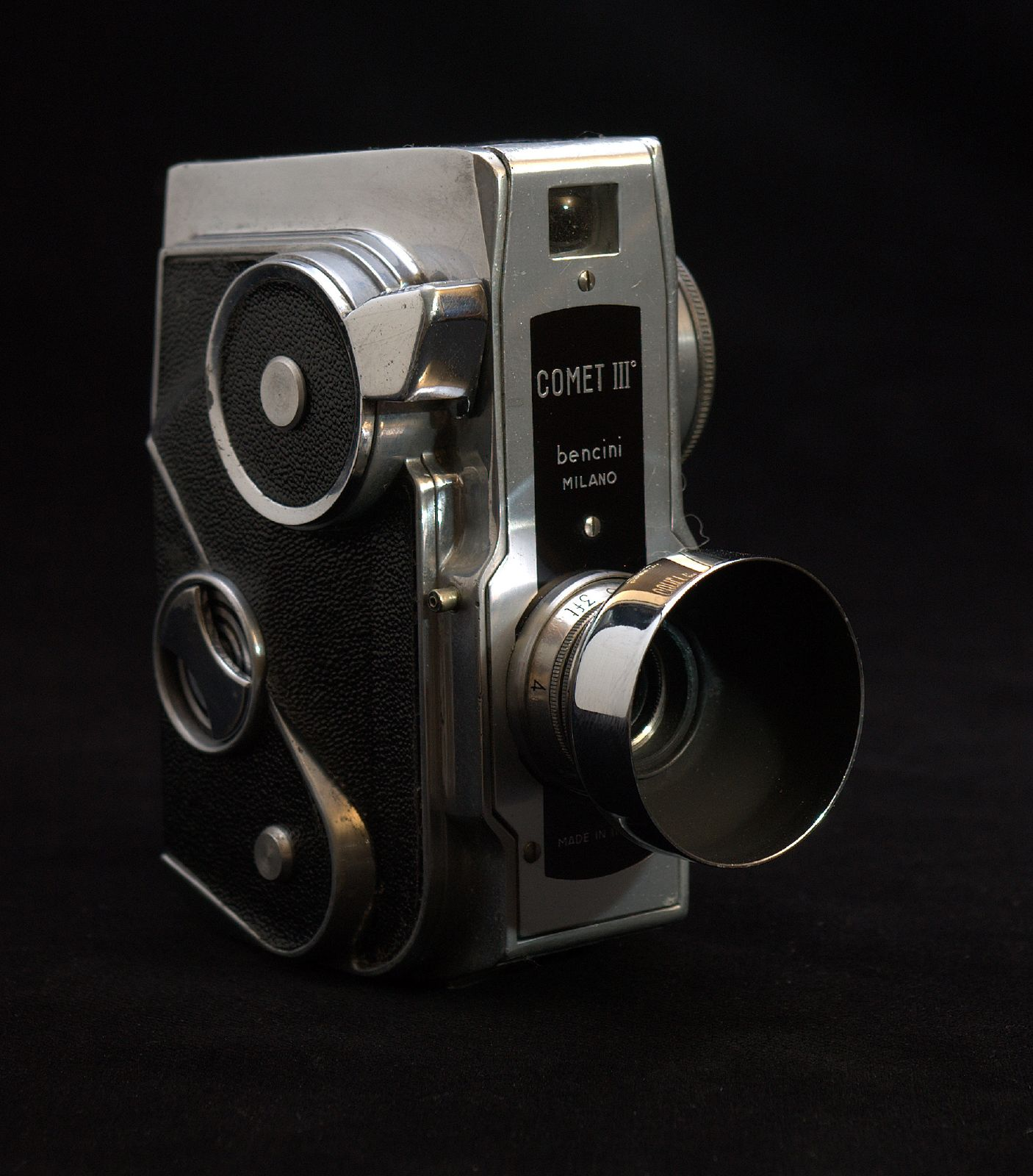
Fotocamera Bencini Comet III (1954)

Antonio Bencini, toscano originario della provincia di Firenze, durante la Grande Guerra era tecnico aeronautico nel reparto ricognitori e cominciò a riparare le macchine fotografiche, di fabbricazione francese, usate per i rilievi. Dopo la guerra mise a frutto l'esperienza maturata, creando a Firenze, nel 1920, la società F.I.A.M.M.A. per la produzione di fotocamere, che fu acquisita nel 1935 dalla Ferrania. Trasferitosi a Torino, fondò la FILMA, anch'essa assorbita dalla Ferrania nel 1937. Nel 1938 fondò a Milano la ICAF, poi diventata CMF e, dal 1946, CMF Bencini. Nell'immediato dopoguerra fu affiancato nell'attività dal figlio Roberto.
Nel 1933, oltre agli apparecchi in legno per professionisti, cominciò a produrre fotocamere economiche in metallo per dilettanti. Tra queste rimangono famose: la Argo degli anni Trenta (Film 120); le Robi e Gabri, dai nomi dei suoi figli Roberto e Gabriella; la serie Comet, cioè Comet (1948), Comet I e Comet S (1950), Comet II (1951) e la particolare Comet III del 1954, tutte per film 127; inoltre la serie Koroll (film 120).
Sul finire degli anni Cinquanta comparvero anche modelli per il 35 millimetri, rispettivamente la Comet 35 e la Koroll 35. Negli anni Sessanta iniziò la produzione destinata al passo ridotto, comprendente cineprese, come le Comet 8 e Super 8, e proiettori, come il P 140, destinato all'8 mm e al Super 8. L'attività produttiva è cessata negli anni Ottanta.

## Modelli prodotti
- 127 film
  - Bencini Akrom I - a rebadged Comet III

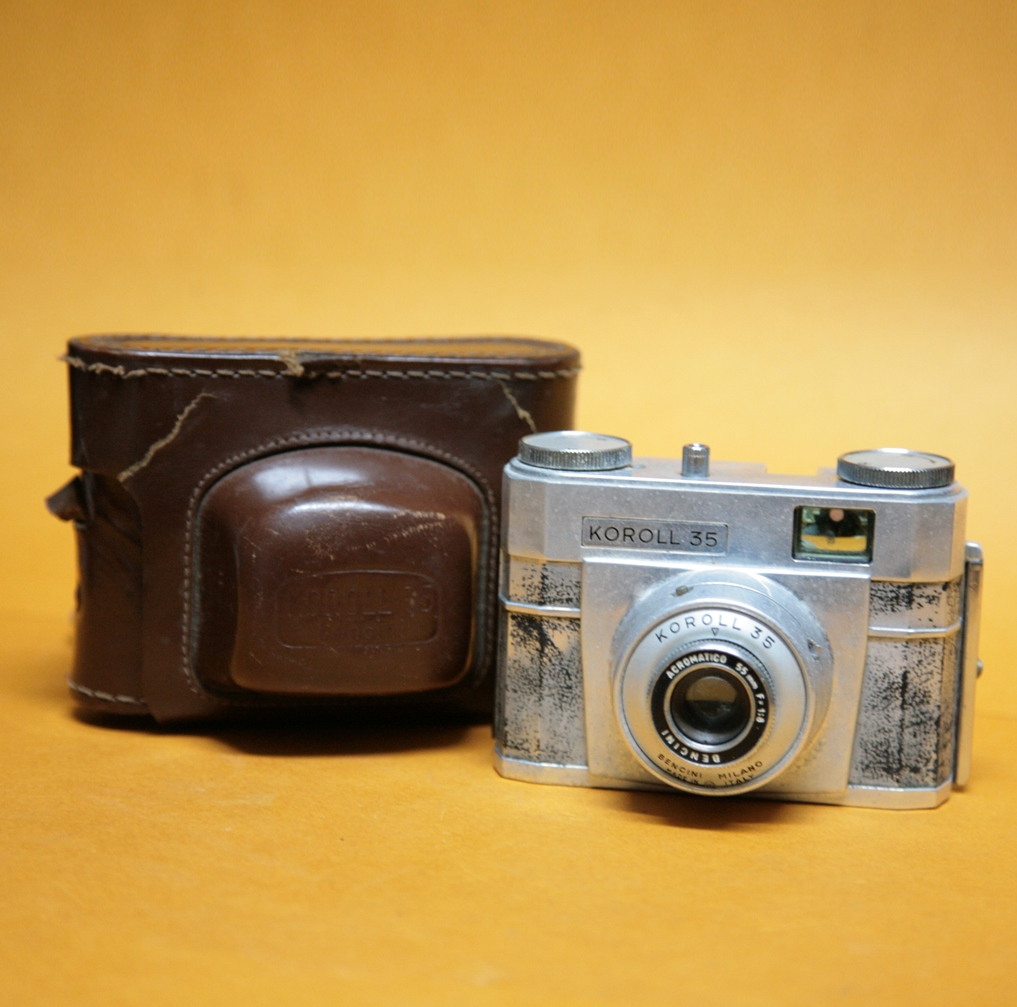
Coll. Marcè CL- Koroll 35 Bencini 1960

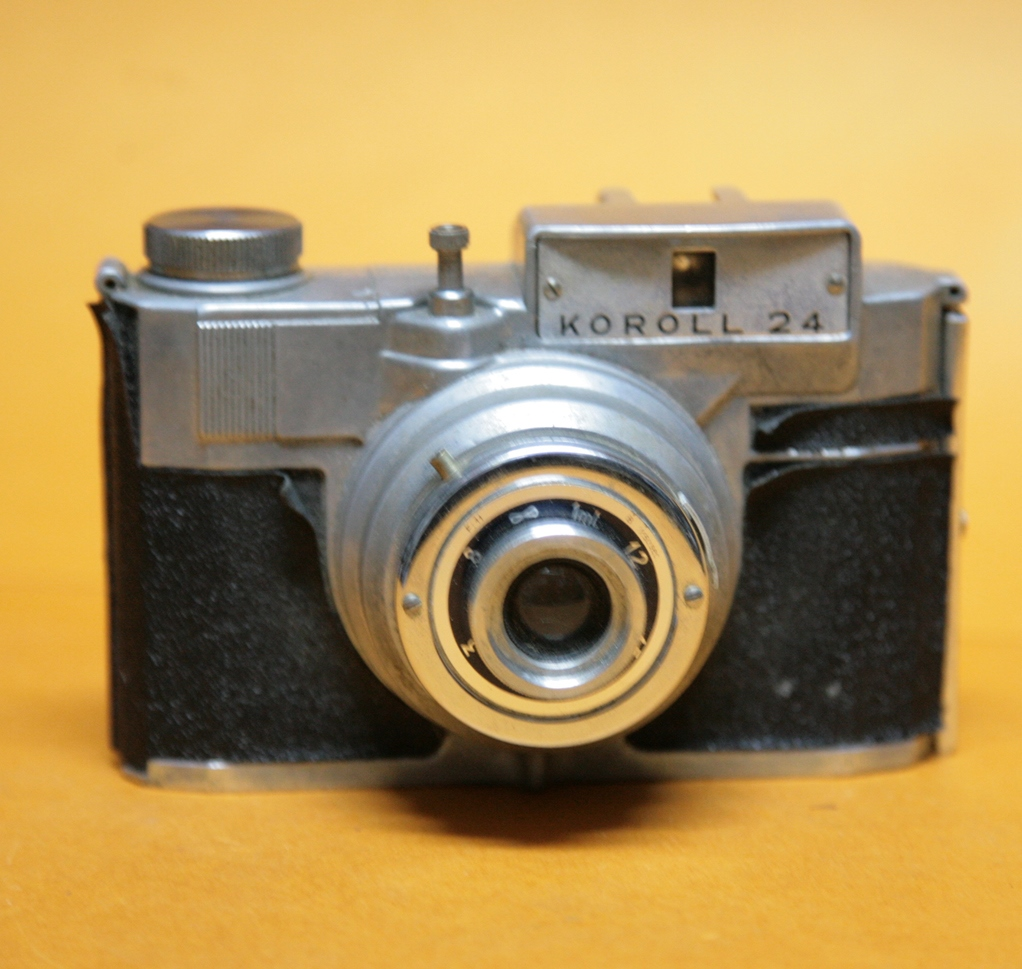
Koroll 24 Bencini 1953, in alluminio

  - Bencini Comet
  - Bencini Comet II
  - Bencini Comet III
  - Bencini Comet Rapid
  - Bencini Comet S
  - Bencini Cometa
  - Bencini Minicomet
  - Bencini Relex
  - Bencini Rolet

- 120 film
  - Argo
  - Bencini Eno
  - CMF Erno
  - CMF Gabri
  - Bencini Koroll 24S
  - Bencini Koroll II
  - Bencini Koroll S
  - Bencini Koroll T
- 35 mm film
  - Bencini 435 electronic
  - Bencini Comet K 35
  - Bencini Comet NK 135
  - Bencini Personal Reporter
- 126 film
  - Boots Comet 126X
  - Boots 126C
  - Boots/Bencini Comet 404-X
  - Comet 455-X
  - Boots/Bencini Unimatic II
- 110 film 
  - Comet 110
  - Comet 310